# Walter Heinich
Walter Heinich (* 8. Juni 1876 in Gersdorf bei Roßwein; † 16. Dezember 1940 in Rähnitz-Hellerau) war ein deutscher Postbediensteter, Ortschronist und Stadtverordneter der Kommune Neusalza-Spremberg sowie Autor regionalgeschichtlicher Thematik der Oberlausitz.

## Leben
Zur Persönlichkeit Walter Heinichs wurde bis heute wenig bekannt. Den wenigen Mitteilungen, insbesondere in regionalen Presseorganen der Oberlausitz, lässt sich entnehmen, dass Walter Heinich „einem alten westsächsischen Bauerngeschlecht“ entstammte. Der im kaiserlich-wilhelminischen Deutschland aufgewachsene Bauernsohn sah aber seine Entwicklung nicht in der heimatlichen sächsischen Landwirtschaft wie seine Eltern, sondern er wählte nach dem Besuch der Volksschule den soldatischen Weg. Der junge Heinich verpflichtete sich für eine zwölfjährige Dienstzeit bei der Königlich-Sächsischen Armee. Nach Ende seines Militärdienstes um 1904 begann seine berufliche Entwicklung bei der Deutschen Reichspost. Er wurde im Königlich-Sächsischen Postamt der Stadt Neusalza angestellt. Seine Tätigkeit bei der Post währte zehn Jahre, als der Erste Weltkrieg (1914–1918) ausbrach. Es erfolgte die Einberufung, und er nahm als Feldwebelleutnant am Kriegsgeschehen teil. Im Verlauf des Krieges zog er sich durch Granatsplitter jedoch eine schwere Rückgratverletzung zu und wurde als dienstuntauglich entlassen. Die Verletzung zwang den mittlerweile zum Oberpostassistenten avancierten Walter Heinich vorzeitig in den Ruhestand zu treten. Da er sich sehr für Geschichte interessierte, bildete er sich auf dem Wissensgebiet autodidaktisch weiter. Seiner Krankheit trotzte er durch unermüdliche Studien in Archiven zur weiteren Erforschung der Lokal- und Regionalgeschichte der neuen Heimat Oberlausitz, insbesondere seiner langjährigen Wirkungsstätten Neusalza und Spremberg. In jenen Jahren entstand sein Erstlingswerk.

## Schaffen
Der historische Autodidakt Walter Heinich konnte im letzten Kriegsjahr 1918 der Öffentlichkeit als Ergebnis seiner umfangreichen Forschungen die lokalgeschichtliche Publikation „Versuch zu einer Ortsgeschichte des Kirchdorfes Spremberg …“ vorlegen. Mit Gewissenhaftigkeit und Sorgfalt war es ihm gelungen, das Geschehen von annähernd 700 Jahren der Landgemeinde im Oberlausitzer Bergland fundiert zu umreißen. Auch heute noch erweisen sich seine Erkenntnisse und Ermittlungen mit wenigen Abstrichen als recht zuverlässige Quelle. Als sich während der Zeit der Weimarer Republik (1918–1933) die beiden Nachbarkommunen Neusalza und Spremberg am 15. Februar 1920 zur Stadt Neusalza-Spremberg vereinigten, nahm er als Stadtverordneter an der weiteren kommunalpolitischen Entwicklung regen Anteil. In den Jahren 1925 und 1926 war er sogar Stadtverordnetenvorsteher. Da er somit maßgeblich in den Vereinigungsprozess der Landgemeinde Spremberg mit der Kleinstadt Neusalza eingebunden war und darüber vor Ort berichtete, etablierte er sich nach dem Neusalzaer Stadtchronisten und Regionalhistoriker Gustav Hermann Schulze (1833–1901) zum anerkannten Lokalhistoriker der Stadt Neusalza-Spremberg zwischen beiden Weltkriegen. Er versuchte sich auch als Autor von lokalgeschichtlichen Bühnenstücken.
Neben den kommunalen Ämtern widmete er sich leidenschaftlich weiteren historischen Forschungen und dem Publizieren. In den Jahren von 1927 bis 1935 gehörte Heinich der renommierten Oberlausitzischen Gesellschaft der Wissenschaften zu Görlitz als Mitglied an und wurde dadurch in wissenschaftlichen Kreisen bekannt. Die wissenschaftlichen Arbeiten brachten jedoch für den gesundheitlich stark beeinträchtigten Hobbyforscher Heinich beschwerliche Aufwendungen mit sich, so z. B. Fahrten in die Archive nach Bautzen, Görlitz und Dresden. Mit 56 Jahren übersiedelte er deshalb (1932) von Neusalza-Spremberg nach Rähnitz-Hellerau, einem Stadtteil von Dresden. Heinichs Forschungsstätte, das Staatsarchiv Dresden, heute Sächsisches Hauptstaatsarchiv Dresden, war für ihn nun wesentlich leichter zu erreichen. Der „Heimat- und Verkehrsverein“ Neusalza-Spremberg ernannte Walter Heinich anlässlich der Fünfzigjahrfeier 1936 für seine Verdienste um die Erforschung der Heimatgeschichte zum Ehrenmitglied.
Während der Zeit des Zweiten Weltkrieges (1939–1945) verstarb er Im Alter von 64 Jahren an den Nachwirkungen seiner Kriegsverletzung aus dem Ersten Weltkrieg am 16. Dezember 1940 in Rähnitz-Hellerau. „Der Tod hatte dem Unermüdlichen … die Feder aus der Hand genommen, leider viel zu früh“, urteilte die Presse über ihn. Mit seinem Schrifttum seltener geschichtlicher Thematik bereicherte Walter Heinich die Geschichte der Oberlausitz und Sachsens. Die näheren Familienverhältnisse Heinichs und sein Wohnhaus in Neusalza-Spremberg konnten bis heute nicht ermittelt werden.
Der Historiker Walter Heinich ist nicht mit dem sudetendeutschen Nationalökonom Walter Heinrich (1902–1984) zu verwechseln.

## Werke (Auswahl)
- Spremberg – Versuch zu einer Ortsgeschichte des Kirchdorfes Spremberg in der sächsischen Oberlausitz. Spremberg 1918.
- Anno dazumal (Bühnenstück). Schirgiswalde 1925.
- Die fränkische Hufe in der Oberlausitz. In: Neues Lausitzisches Magazin (NLM), Bd. 102, Görlitz 1926.
- Der Familienname Heinich. In: Familiengeschichtliche Blätter, Bd. 27, Leipzig 1927.
- Die Plackereien in wendischer Pflege. In: Oberlausitzer Heimatzeitung Nr. 14/1928.
- Die Kaiserstraße. In: Bautzener Geschichtshefte (BGH), Nr. VII/2, Bautzen 1929.
- Königshufen, Waldhufen und sächsische Acker (Memento vom 16. März 2012 im Internet Archive). In: Neues Archiv für sächsische Geschichte, Nr. 51/1930.
- Die Familiennamen in der Gegend von Pegau 1532. In: Familiengeschichtliche Blätter, Bd. 29, Leipzig 1931.
- Wiprecht von Groitzsch und seine Siedlungen. In: Mitteldeutsche Heimat, Heft 8/1932.
- Beiträge zur Straßenkunde der Oberlausitz. In: Bautzener Geschichtshefte (BGH), Nr. 2. Bautzen 1935.